# André Favier
Pour les articles homonymes, voir Favier.
André Favier (1805-1860) est un orfèvre d’église lyonnais du XIXe siècle, fondateur de la maison Favier.

## Biographie

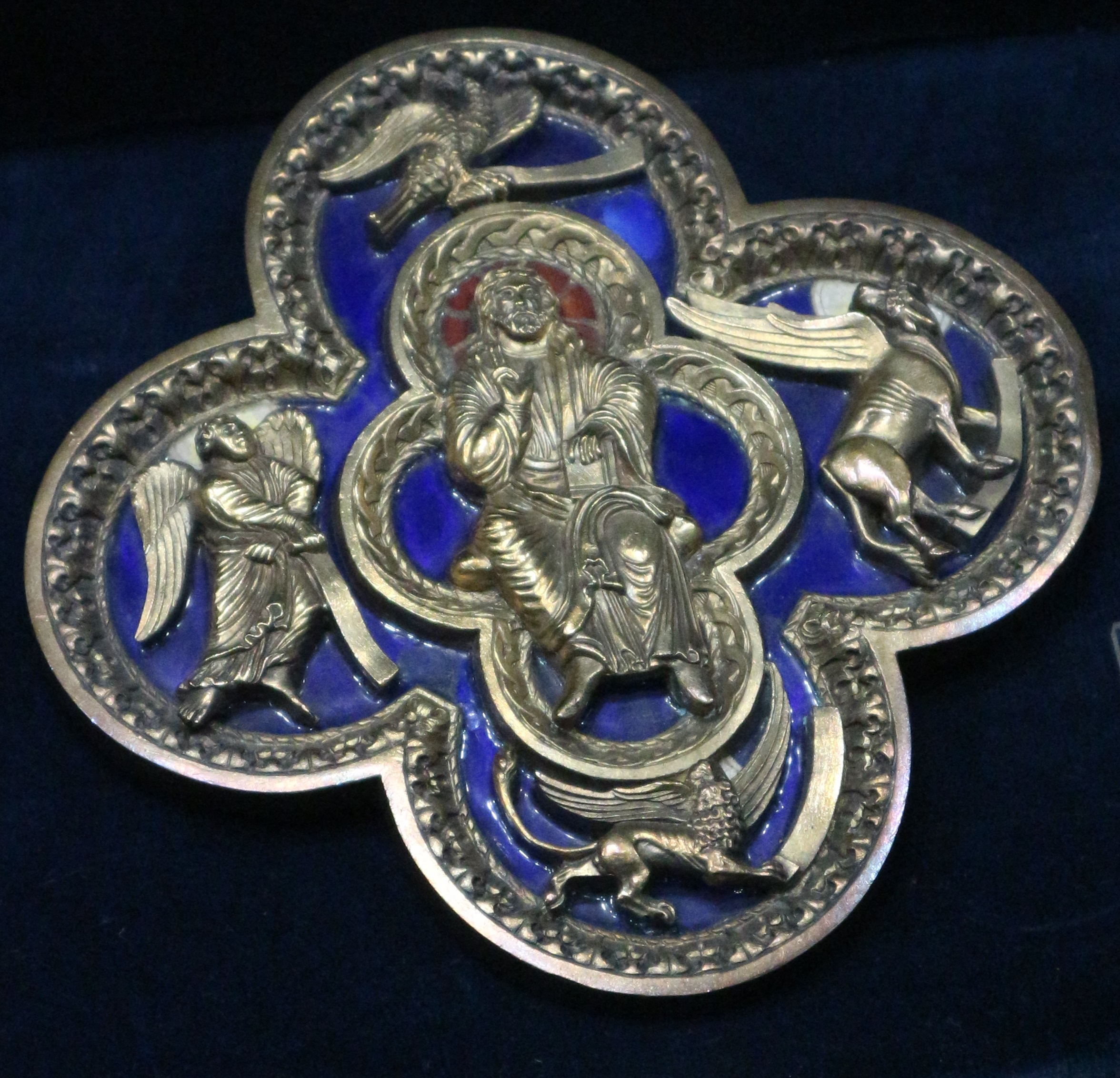
Mors de Chape : Le Christ et le tétramorphe, argent doré, émail, Cathédrale Saint-Jean Baptiste

André-Michel Favier (dit André Favier) est né en 1805 à Meximieux dans une famille de 4 enfants. C’est en 1820 que sa famille quitte sa ville d’origine pour venir s’installer à Lyon. En 1826, André Favier et un de ses frères, Jean-Marie-François Favier (dit François Favier), fonde la maison portant leur nom de famille et deviennent ainsi orfèvres. 
A cette époque, ils reçoivent beaucoup de commandes d’orfèvrerie religieuse et André Favier y voit un travail d’avenir à Lyon. Lorsque son frère meurt, André et la femme de ce dernier s'associent pour créer la maison Favier-Goiffon mais cette association est rapidement dissoute en 1832. Il rachète ensuite la maison Joseph Convert dans lequel il s'établit et faire grandir son entreprise.  

En 1846, sa femme Angélique meurt puis, en 1849, c'est le tour de son fils âgé de 15 ans, Francisque. André Favier hésite alors à arrêter les affaires. Néanmoins, il se remarie et leur dédie de nombreuses œuvres, comme par exemple l’ostensoir néo-gothique de la cathédrale Saint-Jean à Lyon (1849). 

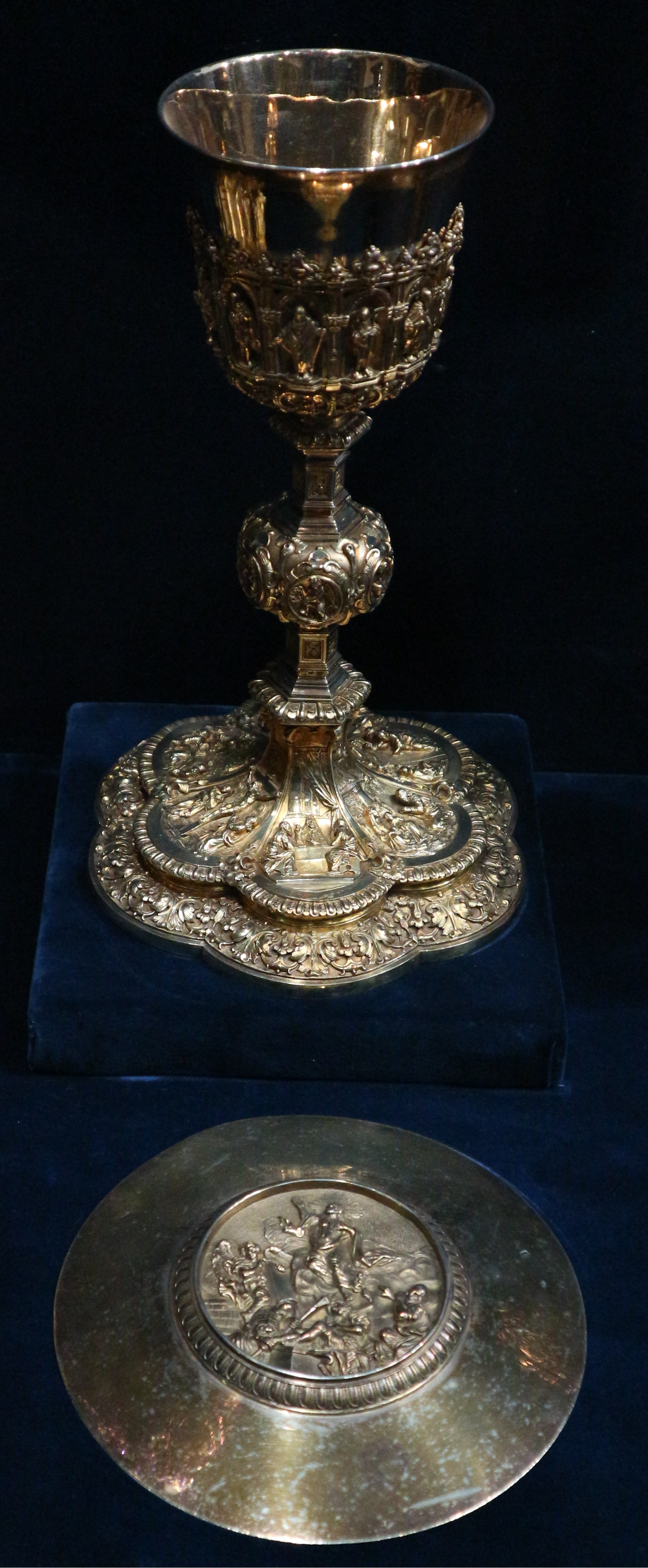
Calice et sa patène : Argent, la résurrection (sur la patène) Cathédrale Saint-Jean Baptiste

Le 22 août 1850, Favier vend une partie de son atelier à ses neveux, tout en gardant un contrôle administratif. Il devient alors rentier et signe occasionnellement quelques œuvres. En septembre 1854, il quitte Lyon pour la campagne afin de se consacrer à la fabrication d’objets d’agréments. Il meurt le 25 avril 1860. 

## La maison Favier

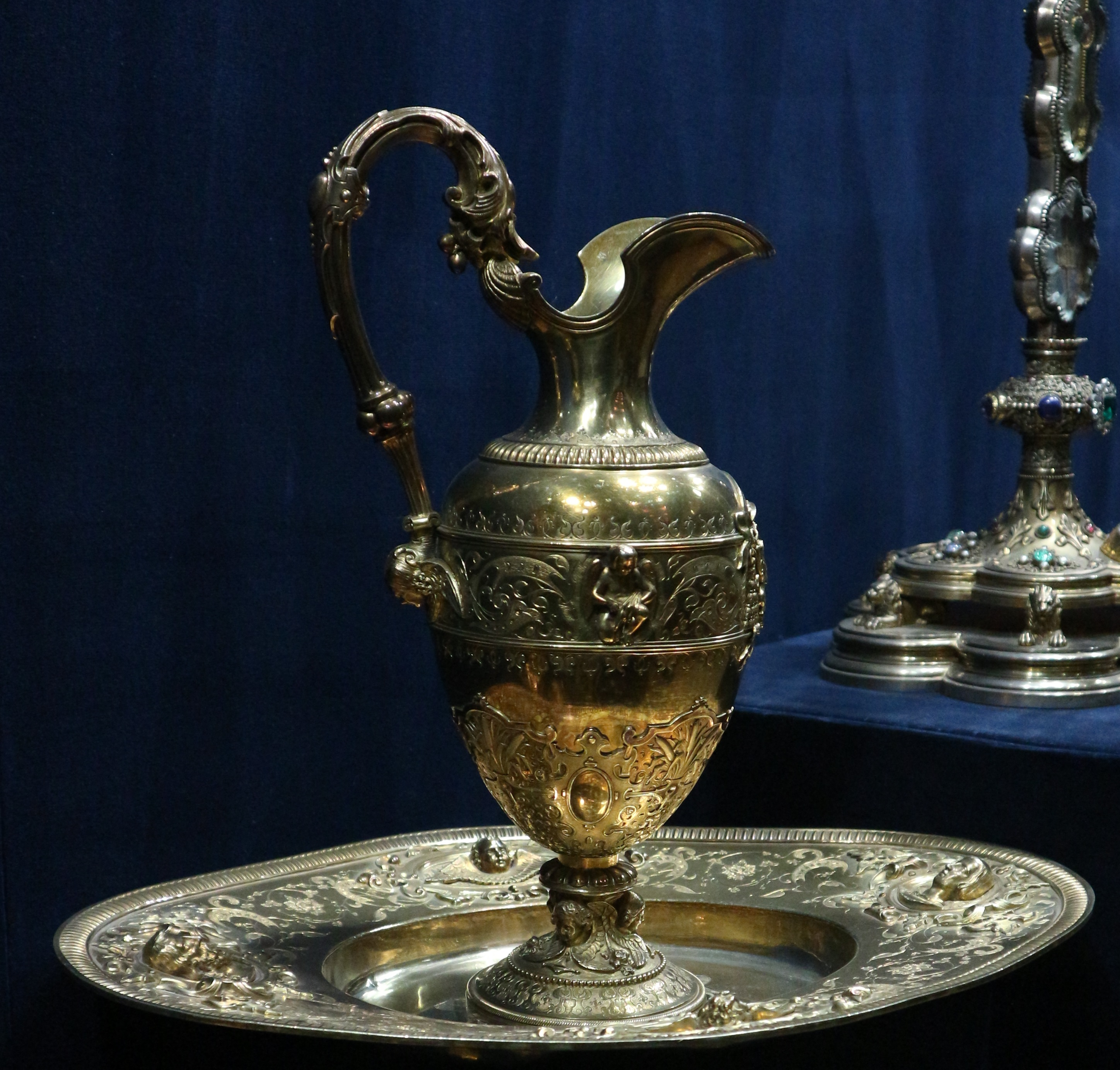
Aiguillère et plateau aux armes du chapitre de saint-jean : Argent doré, entre 1838-1850, Cathédrale Saint-Jean Baptiste

La maison d’orfèvre Favier est, durant les XIXe  et  XXe siècles, un symbole de la prospérité de l’art lyonnais. Le 15 septembre 1826, l’atelier est fondé grâce aux investissements de l’ainé de la famille Favier, Jean-Marie François. Ce dernier était alors le seul ayant des revenus, car il était déjà lancé dans la vie active. Son frère, André devient le dirigeant de l’entreprise familiale.
Plus tard, en 1850, André vend une partie de l’affaire aux enfants de son frère, la maison prend alors le nom de A. Favier & neveux. 
L’atelier, d’abord situé 33, quai du duc de Bordeaux à Lyon (qui est aujourd’hui le quai de la pêcherie), déménage en 1936 rue de l’archevêché où il reste jusqu’en 1976.
Entre 1900 et 1939, la maison Favier est l’une des orfèvreries les plus importantes de Lyon. À l’époque on compte une cinquantaine de salariés. Ses concurrents principaux sont les maisons armand-calliat, Villards Fabre et Berger-Nesme.
En 1976, à la suite de la forte baisse de demande d’objets de culte, la maison fait faillite.  
La maison est reconnaissable par son poinçon de fabricant : les initiales "FF" qui sont, en général, séparées par un soleil.

## Œuvres notables
Ses plus grandes œuvres font partie du trésor de la cathédrale Saint-Jean (musée du Trésor) :
- Aiguière aux armes du chapitre de Lyon, entre 1838 et 1850
- Ostensoir (1849)
- Formal (1850)